# Victoria Medal of Honour
Die Victoria Medal of Honour (VMH) ist eine Auszeichnung im Vereinigten Königreich von Großbritannien und Nordirland. Sie wird von der Royal Horticultural Society einheimischen Gartenbauern beziehungsweise Botanikern verliehen und in englischsprachigen Publikationen auch kurz als Victoria Medal bezeichnet, was irreführend sein kann, da die Royal Horticultural Society nicht die einzige Institution ist, die eine Victoria Medal verleiht.
Der Preis wurde 1897 zum ersten Mal vergeben und ist der damals amtierenden Königin Victoria gewidmet. Es darf stets nur 63 Preisträger geben, damit wird an die 63 Regierungsjahre der Königin erinnert. Während die Auszeichnung in manchen Jahren aus diesem Grund nicht vergeben wird, kann sie in anderen Jahren mehrfach vergeben werden.
Unter den Preisträgern befinden sich einige Personen, die über das Vereinigte Königreich hinaus allgemein bekannt sind. Darunter Königin Victorias direkter Nachfahre Charles III., den die Society 2009 auszeichnete, dessen Großmutter Elizabeth Bowes-Lyon (1961) sowie George Forrest (1921), Mordecai Cubitt Cooke (1902), John Gilbert Baker, Isaac Bayley Balfour, Michael Foster, Joseph Dalton Hooker, Gertrude Jekyll und Lionel Walter Rothschild (alle 1897).

## Liste der Ausgezeichneten

### 1897 – die ersten 60 Preisträger
Die ersten 60 Medaillen wurden am 26. Oktober 1897 vergeben:
- John Gilbert Baker (1834–1920)
- Isaac Bayley Balfour (1853–1922)
- Peter Barr (1826–1909)
- Archibald F. Barron (1835–1903)
- Edward John Beale (1835–1902)
- William Boxall (1844–1910)
- William Bull (1828–1902)
- George Bunyard (1841–1919)
- Frederick William Burbidge (1847–1905)
- William Crump (1843–1932)
- Richard Dean (1830–1905)
- George A Dickson (um 1835–1909)
- Henry Honeywood D’ombrain (1818–1905)
- Charles Thomas Druery (1843–1917)
- Malcolm Dunn (1837–1899)
- Henry Nicholson Ellacombe (1822–1916)
- Henry John Elwes (1846–1922)
- Michael Foster (1836–1907)
- John Fraser (1821–1900)
- George Gordon (1841–1914)
- John Heal (um 1841–1925)
- George Henslow (1835–1925)
- Hermann Carl Gottlieb Herbst (um 1830–1904)
- Samuel Reynolds Hole (1819–1904)
- Joseph Dalton Hooker (1817–1911)
- Francis Daltry Horner (um 1838–1912)
- James Hudson (1846–1932)
- Gertrude Jekyll (1843–1932)
- Peter Kay (1853–1909)
- John Laing (1823–1900)
- James McIndoe (1836–1910)
- Charles Maries (1851–1902)
- Henry Ernest Milner (1845–1906)
- Edwin Molyneux (1851–1921)
- George Monro (um 1847–1920)
- Fredrick William Moore (1857–1949)
- Daniel Morris (1844–1933)
- George Nicholson (1847–1908)
- James O’Brien (1842–1930)
- Paul George (1841–1921)
- William Paul (1822–1905)
- T. Francis Rivers (1831–1899)
- Walter Rothschild, 2. Baron Rothschild (1868–1937)
- Frederick Sander (1847–1920)
- Henry Schröder (1824–1910)
- John Seden (1840–1921)
- Nathaniel Newman Sherwood (1846–1916)
- James Smith (1837–1903)
- Martin Ridley Smith († 1908)
- Walter Speed (1835–1921)[4]
- Arthur Warwick Sutton (1854–1925)
- Owen Thomas (1843–1923)
- William Thompson (1823–1903)
- David Thomson (1823–1909)
- Harry Turner (1848–1906)
- Ellen Willmott (1858–1934)
- George Fergusson Wilson (1822–1902)
- Charles Wolley-Dod (1826–1904)
- John Wright (1836–1916)
- George Wythes (1851–1916)

### 1900–1909
- 1902
  - Mordecai Cubitt Cooke[5]
- 1904
  - Edward Mawley (1842–1916)
- 1906
  - Harry Veitch

### 1910–1919
- 1917
  - Peter Veitch

### 1920–1929
- 1921
  - George Forrest[6]

### 1930–1939
- 1931
  - Laura McLaren
- 1933
  - Frederick William Millard
- 1934
  - Henry McLaren

### 1940–1949
- 1944
  - John Hutchinson[7]
  - Arthur Algernon Dorrien-Smith

- 1949
  - Harry Higgott Thomas

### 1950–1959
- 1953
  - Archibald Park Balfour
- 1955
  - Lilian Snelling[8]
  - Robert L. Scarlett : for his contributions to horticultural experimental work in Scotland & United Kingdom.
- 1957
  - William MacDonald Campbell[9]

### 1960–1969
- 1961
  - Queen Elizabeth the Queen Mother[10]
  - Charles McLaren
  - Sir Edward Bolitho
- 1963
  - Sir James Horlick, 4. Baronet[11]
- 1964
  - Hans Hvass – dänischer Autor naturgeschichtlicher Bücher
- 1966
  - Beatrix Havergal – Gründerin der Waterperry School of Horticulture
- 1967
  - Arthur Hellyer – Botanischer Schriftsteller und Journalist
- 1968
  - Graham Stuart Thomas[12][13]
  - Sir Giles Loder 3. Baronet[12][14][15]

### 1970–1979
- 1970
  - Roy Hay[16]
- 1971
  - Alan Bloom[17][18]
- 1975
  - Valerie Finnis[19]
- 1976
  - Mary, Lady Loder[12][15][20]

- 1978
  - W. Martin Robinson, Gemüse-Experte

### Seit 1979
- 2002
  - David Austin, Rosenzüchter
- 2003[21]
  - Peter Beales
  - Andrew Dunn
  - Peter Seabrook
- 2004[22]
  - Ray Bilton
  - David S. Ingram
  - Alan Titchmarsh
- 2005[23]
  - Martin Lane Fox
  - Tony Lord
  - Edmund Leopold de Rothschild
  - Tom Wood
- 2006[24]
  - Jim Buttress
  - Sibylle Kreutzberger
  - Henry Oakeley
  - Pamela Schwerdt
- 2007[25]
  - Colin Ellis
  - Christopher Grey-Wilson
  - Sir Richard Carew Pole, 13. Baronet
  - Brian Self
- 2008
  - John Ravenscroft
- 2009
  - Charles Baring, 2. Baron Howick of Glendale[26]
  - Charles III.
  - John Humphris
  - Lady Christine Skelmersdale[26]
- 2010
  - Peter R. Dawson[27]
  - Michael Hickson[27]
  - Robert T. Hillier[27]
  - John Massey
  - Dowager Marchioness Salisbury[27]
- 2011[28]
  - Giles Coode-Adams
  - Maurice C. Foster
  - Richard Webb
- 2012[29]
  - Stephen Blackmore
  - Alice Lennox-Boyd, Viscount Boyd of Merton
  - David Clark[30]
  - John Stewart Parker
- 2013[31]
  - Nigel Colborn
  - Brian Humphrey
- 2014
  - Christopher Sanders[32]
- 2016[33]
  - Mark Flanagan (posthum)
  - Johan Hermans
- 2017[34]
  - Nick Dunn
  - Jekka McVicar
- 2018[35]
  - Peter Catt
  - Carol Ann Klein
  - Charles Williams
- 2019
  - Fergus Garrett
  - Tony Kirkham
  - Bill Simpson
- 2020[36]
  - Christopher Bailes
  - Jim Gardiner
  - James McColl
- 2022[37]
  - Monty Don
  - Brian Duncan
  - Peter Thoday